# NGC 5124
NGC 5124 est une vaste galaxie lenticulaire située dans la constellation du Centaure. Sa vitesse par rapport au fond diffus cosmologique est de 4 265 ± 25 km/s, ce qui correspond à une distance de Hubble de 62,9 ± 4,4 Mpc (∼205 millions d'al). NGC 5124 a été découverte par l'astronome britannique John Herschel en 1834. Cette galaxie a aussi été observée par l'astronome américain Lewis Swift le 31 décembre 1897 et elle a été inscrite à l'Index Catalogue sous la cote IC 4233.
NGC 5124 est possiblement une galaxie LINER, c'est-à-dire une galaxie dont le noyau présente un spectre d'émission caractérisé par de larges raies d'atomes faiblement ionisés.
À ce jour, quatre mesures non basées sur le décalage vers le rouge (redshift) donnent une distance de 48,478 ± 5,483 Mpc (∼158 millions d'al), ce qui est de justesse à l'intérieur des valeurs de la distance de Hubble. Notons que c'est avec la valeur moyenne des mesures indépendantes, lorsqu'elles existent, que la base de données NASA/IPAC calcule le diamètre d'une galaxie et qu'en conséquence le diamètre de NGC 5124 pourrait être d'environ 81,1 kpc (∼265 000 al) si on utilisait la distance de Hubble pour le calculer.

## Groupe de NGC 5152
Selon A. M. Garcia, NGC 5124 fait partie du groupe de NGC 5152. Ce groupe de galaxies compte au moins 16 membres, dont NGC 5135, NGC 5150, NGC 5152, NGC 5153, NGC 5182, IC 4248, IC 4251 et IC 4275.